# Danmark i olympiska sommarspelen 1896
Danmark deltog med tre deltagare vid de olympiska sommarspelen 1896 i Aten. Totalt vann de sex medaljer och slutade på nionde plats i medaljligan.

## Medaljer

### Guld
- Viggo Jensen - Tyngdlyftning, tvåarmslyft

### Silver
- Viggo Jensen - Tyngdlyftning, enarmslyft
- Holger Nielsen - Skytte, 30 m fripistol

### Brons
- Holger Nielsen - Fäktning, sabel
- Holger Nielsen - Skytte, 25 m snabbpistol
- Viggo Jensen - Skytte, 300 m frigevär tre positioner